# نیک ریچردز
نیک ریچردز (انگلیسی: Nick Richards؛ زادهٔ ۲۹ نوامبر ۱۹۹۷) بازیکن بسکتبال اهل جامائیکا است.
از باشگاه‌هایی که در آن بازی کرده‌است می‌توان به بسکتبال مردان کنتاکی وایلدکتز اشاره کرد.